# Атлетика на Летњим олимпијским играма 1896 — 400 метара за мушкарце
Такмичење у дисциплини 400 м за мушкарце, на Олимпијским играма 1896. одржано је 6. и 7. априла на стадиону Панатинаико. За такмичење се пријавило 7 такмичара из 4 земље, од који су петорица учествовали и на трци на 100 метара Првог дана су одржане квалификационе трке. Такмичари су били подељени у две групе: прва са 4 а друга са 3 такмичара. Два првопласирана из ових грuпа су се такмичила у финалу 7. априла.

## Земље учеснице
- Француска (2)
- Немачко царство (3)
- Уједињено Краљевство
- САД (2)

## Рекорди пре почетка такмичења
| Најбољи резултат на свету | 48,2 (440 јарди)               | Едгар Чичестер Бредин          | Велика Британија               |                                | 1895.                          |
| Олимпијски рекорд         | први пут на олимпијским играма | први пут на олимпијским играма | први пут на олимпијским играма | први пут на олимпијским играма | први пут на олимпијским играма |

## Освајачи медаља
| Том Берк САД | Херберт Џејмисон САД | Чарлс Гмелин Уједињено Краљевство |

## Нови рекорди после завршетка такмичења
| Олимпијски рекорд | 54,2 | Том Берк | САД | Атина, Грчка | 6. април 1896. |

## Квалификације
Квалификације су одржане 6. априла а двојица првопласираних су ишли у финале
6. априлa.

### Група 1.
| Пласман | Такмичар         | Држава          | Резултат |
| ------- | ---------------- | --------------- | -------- |
| 1       | Херберт Џејмисон | САД             | 58,6     |
| 2       | Фриц Хофман      | Немачко царство | 58,6     |
| 3-4     | Курт Дери        | Немачко царство | непознат |
| 3-4     | Алфонс Гризел    | Француска       | непознат |

- Хофман и Гризел су због погрешног старта морали трчати 402 метра.

### Група 2.
| Пласман | Такмичар     | Држава               | Резултат |
| ------- | ------------ | -------------------- | -------- |
| 1       | Том Берк     | САД                  | 58,4     |
| 2       | Чарлс Гмелин | Уједињено Краљевство | непознат |
| 3       | Франц Решел  | Француска            | непознат |

## Финале
7. април
| Пласман | Такмичар         | Држава               | Резултат |
| ------- | ---------------- | -------------------- | -------- |
|         | Том Берк         | САД                  | 54,2 ОР  |
|         | Херберт Џејмисон | САД                  | 55,2     |
|         | Чарлс Гмелин     | Уједињено Краљевство | 55,6     |
| 4       | Фриц Хофман      | Немачко царство      | 55,6     |